# Let Them Eat Bingo
Let Them Eat Bingo című debütáló album a brit Beats International első albuma, mely 1990-ben jelent meg a Go!Beat kiadónál az Egyesült Királyságban. Amerikában az Elektra jelentette meg. Az első  és máig legnagyobb sláger az 1990-ben megjelent  Dub Be Good To Me című dal az Egyesült Királyságban az 1. helyig jutott. Következő Won’t Talk About It című daluk Top 10-es sláger volt.
A debütáló album 15 hétig volt az angol albumlista 17. helyezettje, és az eladások alapján Arany státuszt kapott. Ausztráliában az ARIA listán a 63. helyig jutott, és 10 hétig volt a Top 100-as listán.
Az albumon Lindy Layton, Billy Bragg, Double Troube és Captain Sensible közreműködött. A Dub Be Good To Me című dalhoz az 1979-es SOS Band Just Be Good To Me saplereit használták fel, illetve Fela Kuti zenéinek részleteit.

## Számlista
LP  Európa London Records – 842 196-1
1. "Burundi Blues" (Norman Cook)
2. "Dub Be Good To Me" (Norman Cook, James Harris III, Terry Lewis)
3. "Before I Grow Too Old" (Dave Bartholomew, Fats Domino, Robert Charles Guidry)
4. "The Ragged Trousered Percussionists" (Norman Cook, Gabi Mutumbo)
5. "For Spacious Lies" (Norman Cook, Steve Kidby)
6. "Blame It on the Bassline" (Norman Cook, Dave Jackson, Elmar Krohn, Michael Jackson)
7. "Won’t Talk About It" (Norman Cook, Billy Bragg)
8. "Dance to the Drummer's Beat" (Herman Kelly)
9. "Babies Makin' Babies (Stoop Rap)" (Norman Cook, Kevin Smith, Rodney Stone)
10. "The Whole World’s Down on Me" (B.B. Seaton, Ken Boothe, Lloyd Charmers)
11. "Tribute to King Tubby" (Norman Cook)
12. "For Spacious Lies" (12" Version) (Norman Cook) [csak CD-n jelent meg]